# Куп Републике Српске у фудбалу 1996/97.
Куп Републике Српске у фудбалу 1996/97. је четврта сезона овог такмичења које се одржава на територији Републике Српске у организацији Фудбалског савеза Републике Српске. Прво такмичење је одржано у сезони 1993/94.
У Купу Републике Српске учествују фудбалски клубови са подручја Републике Српске. Клубови нижег нивоа такмичења морају у оквиру подручних савеза изборити учешће у Купу.
Парови се извлаче жребом. До полуфинала се игра по једна утакмица, у полуфуналу две а финална утакмица се игра на стадиону одређеном накнадно или се играју две утакмице.
У овој сезони одлучено је да се игра једна утакмица финала купа, а борбу за трофеј су изборили Слога из Трна и Сарајево из Српског Сарајева. Утакмица је одиграна 14. јуна 1997. године на Градском стадиону у Бања Луци. Слога је победила голом Младена Згоњанина резултатом 1:0 и на тај начин освојила прву титулу Купа Републике Српске у својој историји.

## Финале
14. јун 1997.  Градском стадион у Бања Луци, гледалаца 4.000, стрелац за Слогу био је Младен Згоњанин.
| Утак. | Клуб, Место | Резултат | Клуб, Место               |
| ----- | ----------- | -------- | ------------------------- |
| 1.    | Слога, Трн  | 1:0      | Сарајево, Српско Сарајево |

| Победник Купа Републике Српске у фудбалу 1996/97. |
| ------------------------------------------------- |
| Слога Трн 1. титула                               |